# Съединението прави силата
„Съединението прави силата“ е национален девиз (мото) на Ангола, Белгия, Боливия, България, Грузия и Хаити, а в миналото – на Акадия (в Северна Америка) и бурската Република Трансваал (в Южна Африка).

## Произход
Изразът е с латинска етимология – Concordia res parvae crescunt или Ex unitate vires, като е девиз и на графство Пембрукшър в Уелс, канадската провинция Квебек и на студентската асоциация на вюрцбургските възпитанци „Тевтония“ в Бавария, провеждаща сбирките си в замъка Кобург.

## България
Националният девиз се появява след освобождението на България през 1878 г. Върху първите пробни монети, отсечени през 1880 г., е изобразен българският герб (наподобяващ белгийския) с буквален превод на белгийския девиз L'Union fait la force („Съединението прави силата“). Това става по силата на „Закон за правото за резание монети в Княжеството“ от 1880 г., където в чл. 8 е записано: "На другата страна на опакото те (монетите) ще показват стойността на монетата [...] и отдолу една лента, на която ще бъде написано: Съединението прави силата". Девизът е резултат от заимстване на девиза на Белгия, като е следвана аналогия с белгийската конституция, послужила за модел на Търновската. Девизът Съединението прави силата е поставен на главната фасада на сградата на Народното събрание, след построяването ѝ през 80-те години на 19 век. Бил е премахнат след 19 май 1934 г. и заменен с В единението е силата, впоследствие върнат. Въпреки че Съединението прави силата се среща в различни проекти на герба на България в следосвобожденските години, официално той става част от него едва през 1927 г. След 1948 г. девизът отпада от новата комунистическа Конституция, но остава върху фасадата на Народното събрание. След промените през 1989 г. и приемането на нова Конституция през 1991 г., девизът е възстановен.